# Hermann AVA
Hermann AVA ist ein seit dem 18. August 1983 durch das Bureau of Alcohol, Tobacco, Firearms and Explosives  anerkanntes Weinbaugebiet im US-Bundesstaat Missouri.

## Lage
Die Rebflächen verteilen sich dabei auf die Verwaltungseinheit Gasconade County. Das Weinbaugebiet mit dem Status einer American Viticultural Area ist eine Enklave innerhalb der übergeordneten Herkunftsbezeichnung  Ozark Mountain AVA.  Das Gebiet liegt südlich des Missouri River nahe der namensgebenden  Stadt Hermann, auf halbem Weg zwischen den Städten St. Louis und Jefferson City. Zurzeit nutzen 7 Weingüter die Herkunftsbezeichnung zum Vertrieb ihrer Produkte.
Das Gebiet liegt in der Nähe der Flussauen des Missouri River. Der abgelagerte Alluvialboden kann bis zu 9 m tief sein. Die klimatischen Bedingungen werden häufig mit denen von Deutschland verglichen. Die Auswahl an Rebsorten beschränkt sich nicht auf autochthone Rebsorten, sondern beinhalten auch Sorten aus den Familien Vitis vinifera, Vitis labrusca sowie französischer Hybridreben.